# Gedenkstein Rote Matrosen 1918

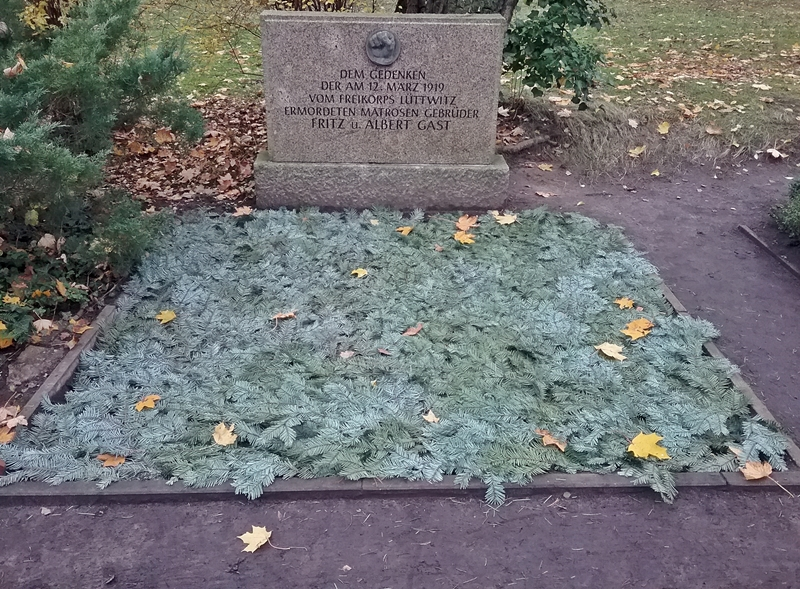
Gedenkstein Rote Matrosen

Der Gedenkstein Rote Matrosen ist ein Gedenkstein und Gartendenkmal auf dem Parkfriedhof Marzahn im Berliner Ortsteil Marzahn des Bezirks Marzahn-Hellersdorf.

## Geschichte
Die Brüder Fritz und Albert Gast waren Matrosen der Marine. Sie beteiligten sich an den Arbeiter- und Soldatenaufständen im Jahr 1919 und auch am Spartakusaufstand im Januar, der blutig niedergeschlagen wurde. Außerdem kam es im März und April 1919 zu weiten Unruhen in Deutschland, wie den Berliner Märzkämpfen. Nach diesen Ereignissen waren die Brüder Gast nach einem gescheiterten Generalstreik mit neun anderen Arbeitern, Soldaten und Matrosen von Freikorpsverbänden gefasst worden. Sie wurden am 12. März 1919 in der Lichtenberger Möllendorffstraße an der alten Friedhofsmauer standrechtlich erschossen. 
Die beiden Brüder liegen auf dem Parkfriedhof Marzahn am südlichen Querweg der Abteilung 2 d. Am 18. August 1957 wurde der ursprüngliche Grabstein durch einen neuen Gedenkstein aus Kalk ersetzt. Der Bildhauer, der den neuen Gedenkstein entworfen hat, ist nicht bekannt. Auf dem neuen Gedenkstein ist eine geballte Faust zu sehen, eines der ältesten Symbole der Arbeiterbewegung. Er trägt auf dem Gedenkstein folgende  Inschrift: Dem Gedenken der am 12. März vom Freikorps Lüttwitz ermordeten Matrosen Gebrüder Fritz und Albert Gast.